# فیلیپا کی
فیلیپا کی (انگلیسی: Filippa K) شرکت پوشاک سوئدی است، که در سال ۱۹۹۳ تأسیس شد.